# Kabelfernsehnetz
Ein Kabelfernsehnetz (früher auch Breitbandverteilnetz oder Koaxialnetz genannt) ist ein elektrisches Kabelnetz, das Privathaushalte und Unternehmen mit Dienstanbietern verbindet. Es handelt sich um ein Netz aus Koaxialkabeln mit mehreren Netzebenen, bei dem alle Leitungen als isoliertes Kabel, meist als Erdkabel ausgeführt sind.
Ursprünglicher Hauptanwendungszweck des als Breitbandkabelnetz bezeichneten Kabelfernsehnetzes ist das so genannte Kabelfernsehen sowie die Übertragung von UKW-Rundfunk. Heutzutage werden hierzu digitale Sendeverfahren, wie DVB-C verwendet. Der Ausbau einer bundesweiten technischen Infrastruktur für Breitbandverteilnetze geht auf Entscheidungen aus den 1970er Jahren zurück, insbesondere auf die Empfehlungen der Kommission für den Ausbau der technischen Kommunikationssysteme (KtK) aus dem Jahr 1976.
Durch Nachrüstung von bidirektionalen Verstärkern zur Schaffung einer Rückkanalfähigkeit können Kabelfernsehnetze seit der Jahrtausendwende aber auch zunehmend für andere Dienste wie Telefonate sowie für die Anbindung ans Internet genutzt werden.
In Deutschland wurden Kabelfernsehnetze seit den 1980er Jahren durch die damalige Deutsche Bundespost, später die Deutsche Telekom verlegt. Bis 2003 wurden diese im Rahmen der Liberalisierung des Telekommunikationsmarktes an Privatunternehmen verkauft.

## Hintergründe
Im engeren Sinn bezeichnet man als Kabelfernsehnetz ein wegegebundenes Breitbandverteilnetz, das ursprünglich ausschließlich als Verteilmedium konzipiert war.
Im engeren Sinne besteht das Kabelnetzwerk selbst in der Regel aus Koaxialkabeln; das Gesamtsystem des Kabelnetzes umfasst außerdem noch Verstärker im Abstand von ca. zwei Kilometern sowie Netzabschlüsse an beiden Endpunkten.
Die Kabelkopfstellen können – müssen jedoch nicht – rückkanalfähig sein; Rückkanalfähigkeit ist die Voraussetzung für Zweiwegekommunikation, beispielsweise wenn das Kabelnetz gleichzeitig als Kommunikationssystem wie im Fall der Internet-Anbindung mittels Kabelmodem genutzt werden soll (siehe Zweiwegekabelnetz als Zwischenstufe auf dem Weg zur Breitbandkommunikation).

## Kabelnetze in Europa
Über das dichteste Fernsehkabelnetz verfügten bereits 1997 die Benelux-Staaten. Es erreicht etwa 90 Prozent aller Haushalte (Belgien: 98 Prozent, Niederlande: 92 Prozent, Luxemburg: 81,4 Prozent). In Dänemark und Deutschland können rund 70 Prozent Kabelfernsehen empfangen. Während es in Dänemark 6.500 Betreiber von Kabeldiensten gibt, wurde in Deutschland ab 1994 das Monopol der Deutschen Bundespost stufenweise kapitalisiert.
| Land                  | Kabelfernsehverbindungen | Kabelfernseh-Marktdurchdringung |
| --------------------- | ------------------------ | ------------------------------- |
| Belgien               | 3.725.000                | 98,0 %                          |
| Dänemark              | 1.323.000                | 57,3 %                          |
| Deutschland           | 13.116.000               | 39,3 %                          |
| Estland               | 20.000                   | 4,1 %                           |
| Finnland              | 780.000                  | 36,3 %                          |
| Frankreich            | 1.206.000                | 5,9 %                           |
| Großbritannien        | 504.260                  | 2,3 %                           |
| Irland                | 400.000                  | 40,0 %                          |
| Island                | 1.105                    | 1,3 %                           |
| Kroatien              | 72.750                   | 9,7 %                           |
| Litauen               | 20.000                   | 0,5 %                           |
| Luxemburg             | 117.000                  | 81,4 %                          |
| Niederlande           | 5.700.000                | 92,0 %                          |
| Norwegen              | 642.696                  | 36,6 %                          |
| Österreich            | 967.062                  | 32,3 %                          |
| Polen                 | 600.000                  | 6,0 %                           |
| Portugal              | 10.000                   | 0,3 %                           |
| Rumänien              | 16.985                   | 0,4 %                           |
| Slowakei              | 133.736                  | 7,3 %                           |
| Slowenien             | 220.000                  | 40,0 %                          |
| Spanien               | 749.100                  | 6,6 %                           |
| Schweden              | 1.931.000                | 50,3 %                          |
| Schweiz               | 1.908.000                | 77,1 %                          |
| Tschechische Republik | 300.000                  | 8,1 %                           |
| Türkei                | 70.000                   | 1,1 %                           |
| Ungarn                | 749.000                  | 21,4 %                          |

Daten für die Länder Bulgarien, Griechenland, GUS und Italien liegen derzeit nicht vor.

## Deutsche Kabelfernsehnetze
Das ehemalige Fernsehkabelnetz der Deutschen Bundespost in Deutschland wird heute weitgehend von Vodafone sowie dem kleineren Pÿur betrieben sowie einer Vielzahl weiterer kleinerer und meist regionaler Kabelnetzbetreiber.

### Ausbau und Anschlussdichte
Insgesamt bestand das deutsche Kabelnetz für das Kabelfernsehen aus 1200 Einzelnetzen mit mehr als 4500 zentralen Verstärkerstellen, etwa 240.000 Verstärkerpunkten, 7,3 Millionen Signal-Übergabepunkten und über 440.000 Kilometer Kupfer-Koaxialkabel. Das Kabelnetz ist in vier Netzebenen unterteilt. Das von der Deutschen Bundespost, später Deutsche Telekom, verlegte und betriebene Breitbandverteilnetz endet in der Regel an einem definierten Hausübergabepunkt (HÜP); dieser befindet sich gewöhnlich im Keller des Gebäudes, wo das private Hausverteilnetz (Netzebene 4) beginnt.
Mit einer Verkabelungsrate von circa 70 Prozent belegt Deutschland im Vergleich zu anderen europäischen Staaten einen Mittelfeldplatz. Die Zahl von 22 Millionen angeschlossenen Haushalten zeigt allerdings, dass Deutschland zum bedeutendsten europäischen Markt für Kabelempfang avanciert ist; 1994 belief sich die Anzahl der Teilnehmer noch auf nur rund 15 Millionen und 1986 auf 1,53 Millionen.
Am 31. Dezember 1995 meldete die Deutsche Telekom 15,8 Millionen Nutzer von Kabelanschlüssen; die Kabeldichte lag damit bundesweit bei 65,3 Prozent, der Versorgungsgrad (Anschlussdichte) bei 64,7 Prozent. Die höchste Anschlussdichte aller Bundesländer verzeichneten Mecklenburg-Vorpommern (75,1 Prozent) und Brandenburg (74,4 Prozent), der höchste Versorgungsgrad konnte in Hamburg (99,4 Prozent) und Bremen (98,0 Prozent) erreicht werden.
Die niedrigste Anschlussdichte haben demnach Sachsen-Anhalt (56,9 Prozent) und Schleswig-Holstein (61,4 Prozent), den niedrigsten Versorgungsgrad haben Thüringen (32,4 Prozent) und Sachsen-Anhalt (27,6 Prozent), gefolgt von Brandenburg (39,5 Prozent) und Mecklenburg-Vorpommern (39,6 Prozent). Die meisten an das Fernsehkabelnetz angeschlossenen Wohnungen gibt es in Nordrhein-Westfalen (3,7 Mio.), Baden-Württemberg (2,0 Mio.) und Bayern (2,3 Mio.).
Anfang 1997 forderte die Monopolkommission, die Deutsche Telekom müsse ihr Kabelnetz verkaufen. Die Bundesregierung lehnte diese Forderung noch im März 1997 mit der Begründung ab, ein solcher Zwangsverkauf verstoße gegen Grundgesetz und Aktienrecht.
Nach der Untersagung der bundesweiten gemeinsamen digitalen Kabelfernseh-Medienplattform von Deutscher Telekom, Bertelsmann und der Kirch-Gruppe aus kartellrechtlichen Gründen durch die EU-Kommission 1998 und aufgrund weiteren Drucks der EU- und nationalen Wettbewerbsbehörden verkaufte die Telekom ihr Kabelnetz ab 2000 schrittweise bis 2003 in Form von regionalen Teilnetzen, was den Weg für den Rückkanalfähigen Ausbau und das Angebot von Kabeltelefonie und Kabel-Internet (Triple Play) über das deutsche Kabelnetz frei machte.

### Genutzte Frequenzbereiche
Anfangs wurde nur der VHF-Frequenzbereich von 42 bis 300 MHz zur Übertragung von Hörfunk und Fernsehen genutzt, später auch das Hyperband (302 bis 446 MHz). Letzteres wurde für die Übertragung digitaler Fernseh- und Radioprogramme im DVB-C-Standard genutzt. Bis Januar 1999 wurden in Deutschland auf 118 MHz auch noch 16 digitale Hörfunkprogramme im DSR-Verfahren verbreitet. Mit der Modernisierung der Kabelfernsehnetze durch die Kabelnetzbetreiber wurden die Netze für Frequenzen bis zu 862 MHz aufgerüstet, um neben analogen und digitalen Programmen auch eigene Dienste wie einen Internetzugang (Rückkanalfähigkeit) mittels Kabelmodem oder Video-on-Demand anbieten zu können. Mit der Einführung des Mobilfunkstandards LTE sowie dem Digitalradio DAB/DAB+ und des Antennenfernsehens DVB-T/DVB-T2 kann es zu wechselseitigen Störungen kommen. Der Grund liegt in der seit den frühen 1980er Jahren aufgebauten und oft schlecht abgeschirmten Verkabelung der Kabelfernsehnetze.
- Siehe auch: „Kanäle und Frequenzen im deutschsprachigen Raum“ im Artikel Kabelfernsehen
- Siehe auch: „Kabelfernsehnetz“ im Artikel Breitband-Internetzugang (Frequenzbereiche für Internetzugang nach Euro-Docsis)

### Regulierung
Die Regelungskompetenz für die Verbreitung von Programmen über Kabelnetze liegt bei den Landesmedienanstalten der Länder, d. h. die Einspeisung von Satellitenprogrammen erfolgt nach Maßgabe der Bewilligungen durch die jeweils zuständige Landesmedienanstalt auf Basis des Rundfunkstaatsvertrags. Bildet der Betreiber von Kabelnetzen ein Grundprogrammpaket, muss dieses in jedem Fall die öffentlich-rechtliche Grundversorgung sicherstellen, das heißt ARD (Das Erste und das jeweilige dritte Programm), ZDF und die Programme des Deutschlandradio enthalten. Darüber hinaus ist keine Mindestgröße des Grundpakets vorgeschrieben. Alle weiteren Kanäle werden nach inhaltlichen Belegungskriterien, Vielfalt, Nachfrage, lokalem Bezug und medienwirtschaftlichem Engagement belegt.

### Besonderheiten
Eine Besonderheit des deutschen Kabelmarkts stellt die Tatsache dar, dass nicht wie in anderen Staaten die Kabelnetzbetreiber eine Gebühr für das Weiterverbreiten der Programme an die Bezahlfernsehsender entrichten, sondern die Sender für das Einspeisen ihrer Programme in das Kabelnetz, das sie in Anspruch nehmen, auch bezahlen müssen, und ihre Abonnementsgebühren selbst bei den Kunden beitreiben müssen. Diese Regelung soll dem Wettbewerb im deutschen Kabelnetz dienen.

### Netzebenen des Kabelfernsehnetzes

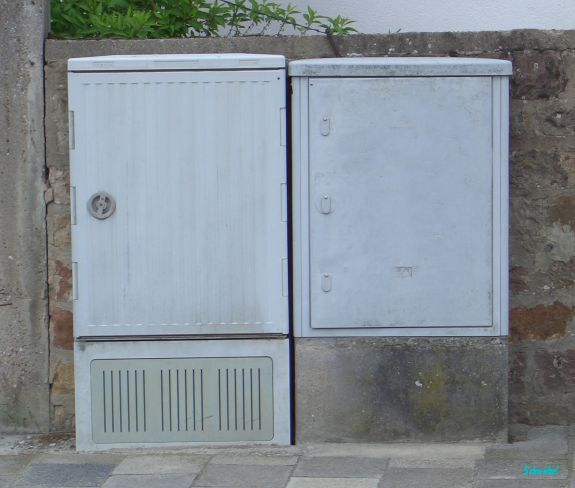
Links: Breitbandverteilergehäuse (alt) der Netzebene 3, mit eingebauter aktiver Technik
Rechts: KVz des Telefonnetzes

Um Verwechslungen mit Gemeinschaftsantennenanlagen zu vermeiden, wurden Netzebenen für das Kabelfernsehnetz definiert, um Abgrenzungen vornehmen zu können. Das Kabelnetz in Deutschland kann organisatorisch in mehrere Netzebenen aufgeteilt werden:
- Netzebene 1: zwischen Studio und Fernsehschaltstelle (Fernseh- und Hörfunkstudios und dem Weg bis zur Sendeanlage, gehört daher nicht direkt zum Kabelfernsehnetz)
- Netzebene 2: zwischen Fernsehschaltstelle und BK-Verstärkerstelle (zentralen Einrichtungen wie Kabelkopfstellen)
- Netzebene 3: zwischen BK-Verstärkerstelle und Übergabepunkt (das eigentliche Breitbandverteilnetz)
- Netzebene 4: zwischen Hausübergabepunkt und Breitbandsteckdose (Hausverteilung)
- Netzebene 5: Endgerätebereich

In anderen Ländern, wie zum Beispiel in der Schweiz, kann diese Aufteilung anders sein.
In Deutschland ist man in der Regel Kunde eines Anbieters auf der Netzebene 4.

### Abgrenzung Kabelfernsehnetz zur Gemeinschaftsantennenanlage
Während man bei einer Gemeinschaftsantennenanlage (GA) bei Hotels oder Wohnblöcken von bis zu einigen hundert Teilnehmern ausgeht, sind Großgemeinschaftsantennenanlagen (GGA) für mehrere hundert Teilnehmeranschlüsse und weiter auseinander liegende Objekte gedacht.

### Erweiterte Nutzung des Kabelfernsehnetzes durch rückkanalfähige breitbandige Dienste
Mit dem alleinigen analogen und digitalen Kabelfernsehangebot sehen die Betreiber auf Dauer keine weiteren Marktentwicklungsmöglichkeiten mehr.
Deshalb haben viele Kabelnetzbetreiber ihre Netze auf sogenannte breitbandige Dienste mittels Rückkanal erweitert. Dadurch kann der Kunde unter Benutzung eines Kabelmodems Telefonie- und internetbasierende Breitbanddatendienste durch den Breitband-Internetzugang nutzen. (Umgekehrt gibt es heutzutage auch Festnetzanbieter wie die Deutsche Telekom, die ihr bestehendes Telekommunikationsnetz stellenweise tauglich für die Übertragung von Fernsehprogrammen machen und somit auch zugleich Telefonanschluss, Internetzugang und Fernsehprogramm anbieten können – als Konkurrenzangebot zu den zuvor beschriebenen Möglichkeiten moderner Kabelanschlüsse. Kommunikation in zwei Richtungen ist dort ohnehin das Grundprinzip des Netzes.)

### Kabelnetze in der Normung
In Deutschland ist für die Normung der DKE Normenausschuss K 735 für die Ausarbeitung und Aktualisierung der Normen zuständig. Diese haben ihren Ursprung in der VDE 0855 „Vorschriften für Außenantennen“ aus dem Jahre 1925, eine der Vorschriften des Verbands der Elektrotechnik, Elektronik und Informationstechnik (VDE) mit großer Tradition.
Die Normen für Kabelnetze sind in der Reihe DIN EN 50083 bzw. 60728 (VDE 0855) „Kabelnetze für Fernsehsignale, Tonsignale und interaktive Dienste“ zusammengefasst. Die folgende Aufstellung orientiert sich an der Klassifikation im VDE-Vorschriftenwerk (Systemnormen):
- VDE 0855-1: „Sicherheitsanforderungen“
- VDE 0855-3: „Aktive Breitbandgeräte für koaxiale Kabelnetze“
- VDE 0855-4: „Passive Breitbandgeräte für koaxiale Kabelnetze“
- VDE 0855-5: „Geräte für Kopfstellen“
- VDE 0855-6: „Optische Geräte“
- VDE 0855-7: „Systemanforderungen“
- VDE 0855-8: „Elektromagnetische Verträglichkeit von Kabelnetzen“
- VDE 0855-9: „Schnittstellen für CATV-/SMATV-Kopfstellen und vergleichbare professionelle Geräte für DVB/MPEG-2-Transportströme“
- VDE 0855-10: „Rückkanal-Systemanforderungen“
- VDE 0855-200: „Elektromagnetische Verträglichkeit von Geräten“
- VDE 0855-300: „Sende-/Empfangsantennenanlagen für Sender-Ausgangsleistungen bis 1 kW – Sicherheitsanforderungen“
- Beiblatt 1 VDE 0855: „Leitfaden Potentialausgleich in vernetzten Systemen“

## Europäische und internationale Normungen
Die technische Leistungsfähigkeit von Breitbandkabelnetzen wird von der Data Over Cable Service Interface Specification kurz DOCSIS geregelt.
Mit der Weitergabe der Arbeitsergebnisse Ende der 80er Jahre an das Europäische Komitee für elektrotechnische Normung (CENELEC) wurden die Normungsaktivitäten auf europäischer Ebene fortgesetzt. Die Ergebnisse werden von der IEC als weltweit gültige Normen übernommen. Für einige Normen wurden die Arbeiten inzwischen zur IEC verlagert. Durch Richtlinien der Europäischen Union (Niederspannungsrichtlinie, EMV-Richtlinie, Richtlinie 1999/5/EG über Funkanlagen und Telekommunikationsendeinrichtungen) erhält ein Teil der Normen gesetzlichen Charakter für alle europäischen Mitgliedsstaaten.